# Every little thing (The Beatles)
Every little thing is een liedje van Paul McCartney van de Britse popgroep The Beatles uit 1964. Zoals alle liedjes van McCartney in zijn Beatlesperiode, staat het op naam van  Lennon-McCartney. The Beatles namen het nummer op voor hun album Beatles for sale. Het staat ook op het Amerikaanse album Beatles VI, dat een half jaar na Beatles for sale uitkwam.
Het liedje beschrijft een gelukkige relatie. De ik-figuur is heel blij met zijn vriendin, die alles wat ze doet voor hem doet.
Toen Paul McCartney het liedje schreef, had hij het idee dat het de opvolger van A hard day’s night als single zou kunnen worden. De groep vond het daarvoor echter net niet goed genoeg.

## Bezetting
Het nummer werd opgenomen in negen ‘takes’: vier op 29 september en vijf op 30 september 1964.
De bezetting was:
- John Lennon, zang, sologitaar,[2] akoestische gitaar als slaggitaar
- Paul McCartney, zang, basgitaar, piano
- George Harrison, akoestische gitaar
- Ringo Starr, drums, pauken

Paul McCartney en John Lennon zongen het nummer samen, waarbij John Lennon net iets meer op de voorgrond trad. Dit gebeurde niet vaak. Bijna altijd zong Paul McCartney de liedjes van McCartney en John Lennon de liedjes van Lennon.
Het gebruik van pauken was een van de eerste experimenten van The Beatles met een muziekinstrument dat in de popmuziek niet zo gebruikelijk was.

## Versie van Yes
Yes nam het nummer op voor zijn debuutalbum Yes. Daarbij werd het nummer opgerekt van 2:01 minuten tot 5:42 minuten. Een eerste live-versie van Yes is te vinden op het album The BBC Recordings 1969-1970; een latere live-versie op Songs From Tsongas: Yes 35th Anniversary Concert.
Every little thing van Delirious? uit 2003 en Every little thing van Tom Helsen uit 2009 zijn andere nummers.